# Thành Nghi
Thành Nghi (chữ Hán: 成宜, bính âm: Cheng Yi; ?-211) là một thế lực quân phiệt cát cứ ở Tây Lương ở thời kỳ Tam Quốc trong lịch sử Trung Quốc. Khi Mã Siêu cất quân giao chiến với Triều đình nhà Hán ở Trận Đồng Quan (211), Trương Hoành đã hưởng ứng cuộc khởi sự này. Ông đã góp 10.000 binh lính trong liên quân Quan Trung và tử trận vào năm 211. Trong Tam Quốc diễn nghĩa, La Quán Trung hư cấu ông là bộ tướng của Hàn Toại và trong một trận tập kích vào doanh trại của Tào Tháo, ông dẫn 30 kỵ binh xông thẳng vào doanh trại của Tào và bị trúng phục binh và bị Hạ Hầu Uyên giết chết.